# 托納利亞 (亞利桑那州)
托納利湖（英語：Tonalea）是位於美國亞利桑那州可可尼諾縣的一個人口普查指定地區。根據2010年美國人口普查，該地人口為549人，而該地的面積約為25.72平方千米。

## 地理
托納利湖的座標為36°19′04″N 110°58′13″W / 36.31778°N 110.97028°W，而該地最高點為海拔高度1722米（即5650英尺）。